# Manaceu Ngonda
Manaceu Nkunga Ngonda (ur. 2005) – angolski zapaśnik walczący w stylu wolnym. Brązowy medalista igrzysk afrykańskich w 2023, a także mistrzostw Afryki w 2024. Wicemistrz Afryki juniorów w 2023 roku.  